# Ervin Dér
Ervin Dér (Orosháza, Hungría; 11 de enero de 1956-16 de enero de 2024) fue un ciclista húngaro especialista en ciclismo en pista que participó en los Juegos Olímpicos realizados en Moscú en 1980.

## Carrera
Militó con el equipo Budapesti VSC de 1974 a 1986, logrando el subcampeonato nacional en persecución individual. A nivel internacional participó en los Juegos Olímpicos de Moscú 1980 en la modalidad de persecución por equipos junto a Csaba Pálinkás, Zsigmond Sarkadi Nagy y Gábor Szűcs, donde terminó en el lugar 12 entre 13 equipos solo superando a Ecuador.